# Roncherolles-en-Bray
Roncherolles-en-Bray est une commune française située dans le département de la Seine-Maritime en région Normandie.

## Géographie

### Description
Entourée par les communes de Mauquenchy, Sommery et Bosc-Bordel, Roncherolles-en-Bray est située à 3 km au sud-est de Sommery la plus grande ville à proximité.

### Communes limitrophes
| Sommery     | Beaubec-la-Rosière   | Serqueux              |
| Bosc-Bordel | Roncherolles-en-Bray | Forges-les-Eaux       |
| Mauquenchy  | Rouvray-Catillon     | La Ferté-Saint-Samson |

### Hydrographie
La commune est située dans le bassin Seine-Normandie. Elle est drainée par l'Andelle, le ruisseau du Vivier du Voeu, le cours d'eau 01 de la commune de Mauquenchy, le cours d'eau 04 de la commune de Rocherolles-en-Bray, le fossé 01 de la commune de Rocherolles-en-Bray, le fossé 01 de la commune de Roncherolles-en-Bray, le fossé 02 de la commune de Rocherolles-en-Bray, le fossé 03 de la commune de Rocherolles-en-Bray, le ruisseau des Viviers, le ruisseau Sainte-Marie et un bras de l'Andelle,,.
L'Andelle, d'une longueur de 57 km, prend sa source dans la commune de Serqueux et se jette  dans la Seine à Pîtres, après avoir traversé 24 communes. Les caractéristiques hydrologiques de l'Andelle sont données par la station hydrologique située sur la commune de Rouvray-Catillon. Le débit moyen mensuel est de 0,274 m3/s. Le débit moyen journalier maximum est de 5,84 m3/s, atteint lors de la crue du 2 janvier 2003. Le débit instantané maximal est quant à lui de 7,91 m3/s, atteint le 16 décembre 2011.

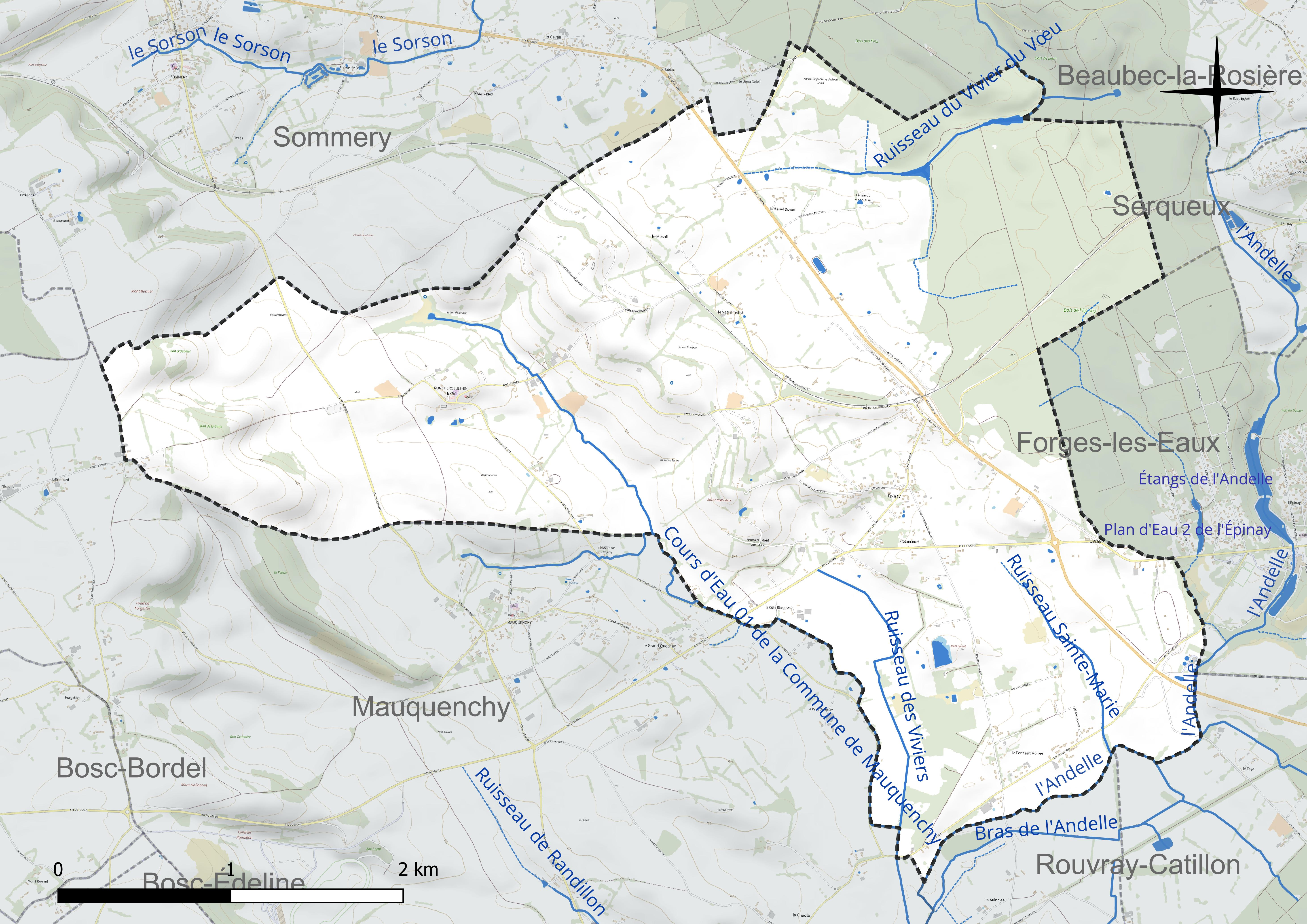
Réseau hydrographique de Roncherolles-en-Bray.

### Climat
Pour des articles plus généraux, voir Climat de la Normandie et Climat de la Seine-Maritime.
En 2010, le climat de la commune est de type climat océanique altéré, selon une étude du CNRS s'appuyant sur une série de données couvrant la période 1971-2000. En 2020, Météo-France publie une typologie des climats de la France métropolitaine dans laquelle la commune est exposée à un climat océanique et est dans la région climatique Côtes de la Manche orientale, caractérisée par un faible ensoleillement (1 550 h/an) ; forte humidité de l’air (plus de 20 h/jour avec humidité relative > 80 % en hiver), vents forts fréquents. Parallèlement le GIEC normand, un groupe régional d’experts sur le climat, différencie quant à lui, dans une étude de 2020, trois grands types de climats pour la région Normandie, nuancés à une échelle plus fine par les facteurs géographiques locaux. La commune est, selon ce zonage, exposée à un « climat contrasté des collines », correspondant au Pays de Bray, bien arrosé et frais.
Pour la période 1971-2000, la température annuelle moyenne est de 10,2 °C, avec une amplitude thermique annuelle de 14,2 °C. Le cumul annuel moyen de précipitations est de 842 mm, avec 13 jours de précipitations en janvier et 8,7 jours en juillet. Pour la période 1991-2020, la température moyenne annuelle observée sur la station météorologique la plus proche, située sur la commune de Forges-les-Eaux à 6 km à vol d'oiseau, est de 10,7 °C et le cumul annuel moyen de précipitations est de 860,1 mm,. Pour l'avenir, les paramètres climatiques de la commune estimés pour 2050 selon différents scénarios d’émission de gaz à effet de serre sont consultables sur un site dédié publié par Météo-France en novembre 2022.

## Urbanisme

### Typologie
Au 1er janvier 2024, Roncherolles-en-Bray est catégorisée commune rurale à habitat dispersé, selon la nouvelle grille communale de densité à sept niveaux définie par l'Insee en 2022.
Elle est située hors unité urbaine. Par ailleurs la commune fait partie de l'aire d'attraction de Rouen, dont elle est une commune de la couronne,. Cette aire, qui regroupe 317 communes, est catégorisée dans les aires de 200 000 à moins de 700 000 habitants,.

### Occupation des sols
L'occupation des sols de la commune, telle qu'elle ressort de la base de données européenne d’occupation biophysique des sols Corine Land Cover (CLC), est marquée par l'importance des territoires agricoles (84,6 % en 2018), une proportion sensiblement équivalente à celle de 1990 (84,2 %). La répartition détaillée en 2018 est la suivante : 
prairies (65 %), terres arables (15,1 %), forêts (14,8 %), zones agricoles hétérogènes (4,5 %), zones urbanisées (0,6 %). L'évolution de l’occupation des sols de la commune et de ses infrastructures peut être observée sur les différentes représentations cartographiques du territoire : la carte de Cassini (XVIIIe siècle), la carte d'état-major (1820-1866) et les cartes ou photos aériennes de l'IGN pour la période actuelle (1950 à aujourd'hui).

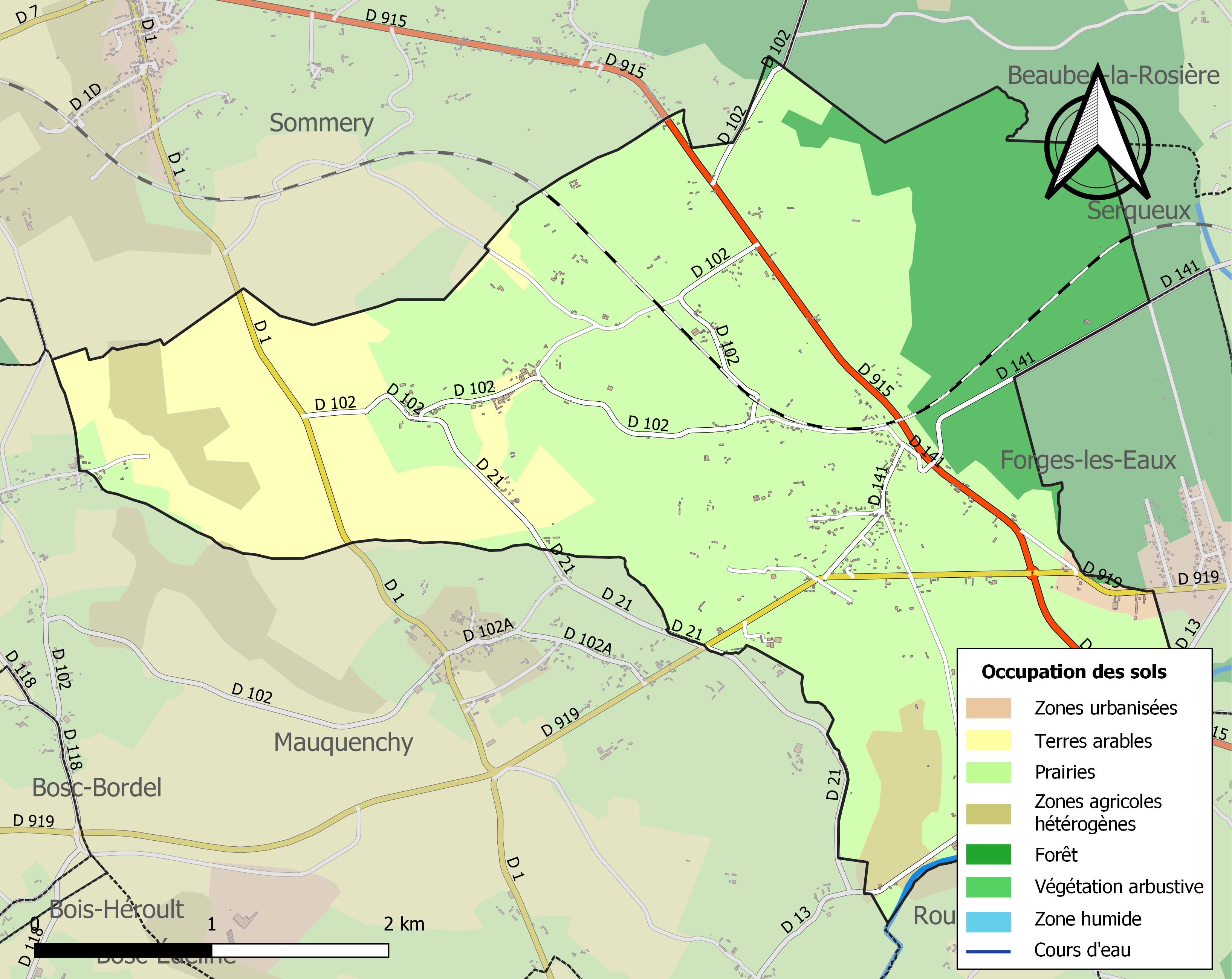
Carte des infrastructures et de l'occupation des sols de la commune en 2018 (CLC).

## Toponymie
Le nom de la localité est attesté sous les formes In parochia de Roncerolles au milieu du XIIe siècle, Apud Roncerolles en 1142, Apud Roncerollus en 1143, In vineis de Ronkeroles au XIIe siècle, In territorio de Roncherolis en 1184, In ecclesia de Roncherol in Braio vers 1208, In ecclesia de Roncherolis in Braio entre 1208 et 1221, In parrochia de Roncheroles in Braio en 1236, Ecclesia de Roncherolis in Braio vers 1240, Vicariam de Roncheroles au XIIIe siècle, Roncheroles en 1319, Roncherolles in Brayo en 1337, Roncherolles en Bray en 1380.
*ronchière, variante normande de la langue d'oil ronchière « lieu plein de ronces » avec le suffixe diminutif -ole au pluriel.
Le pays de Bray est une région naturelle de France du Nord-Ouest de la France.

## Politique et administration
| Période                                  | Période                    | Identité       | Étiquette | Qualité                        |
| ---------------------------------------- | -------------------------- | -------------- | --------- | ------------------------------ |
| Les données manquantes sont à compléter. |                            |                |           |                                |
| 1860                                     |                            | M. Levasseur   |           |                                |
| Les données manquantes sont à compléter. |                            |                |           |                                |
| mars 1971                                | mars 2008                  | Charles Grisel | SE        |                                |
| mars 2008                                | En cours (au 10 août 2020) | Michel Gibaux  | SE        | Réélu pour le mandat 2020-2026 |

## Démographie
L'évolution du nombre d'habitants est connue à travers les recensements de la population effectués dans la commune depuis 1793. Pour les communes de moins de 10 000 habitants, une enquête de recensement portant sur toute la population est réalisée tous les cinq ans, les populations de référence des années intermédiaires étant quant à elles estimées par interpolation ou extrapolation. Pour la commune, le premier recensement exhaustif entrant dans le cadre du nouveau dispositif a été réalisé en 2004.

En 2022, la commune comptait 457 habitants, en évolution de −6,35 % par rapport à 2016 (Seine-Maritime : +0,35 %, France hors Mayotte : +2,11 %).
| 1793 | 1800 | 1806 | 1821 | 1831 | 1836 | 1841 | 1846 | 1851 |
| ---- | ---- | ---- | ---- | ---- | ---- | ---- | ---- | ---- |
| 780  | 649  | 722  | 701  | 693  | 698  | 731  | 686  | 646  |

| 1856 | 1861 | 1866 | 1872 | 1876 | 1881 | 1886 | 1891 | 1896 |
| ---- | ---- | ---- | ---- | ---- | ---- | ---- | ---- | ---- |
| 655  | 696  | 702  | 622  | 648  | 666  | 692  | 645  | 620  |

| 1901 | 1906 | 1911 | 1921 | 1926 | 1931 | 1936 | 1946 | 1954 |
| ---- | ---- | ---- | ---- | ---- | ---- | ---- | ---- | ---- |
| 584  | 570  | 527  | 531  | 512  | 530  | 553  | 550  | 514  |

| 1962 | 1968 | 1975 | 1982 | 1990 | 1999 | 2004 | 2006 | 2009 |
| ---- | ---- | ---- | ---- | ---- | ---- | ---- | ---- | ---- |
| 473  | 437  | 426  | 390  | 414  | 430  | 432  | 433  | 452  |

| 2014 | 2019 | 2022 | - | - | - | - | - | - |
| ---- | ---- | ---- | - | - | - | - | - | - |
| 484  | 461  | 457  | - | - | - | - | - | - |

## Culture locale et patrimoine

### Lieux et monuments
- Église Saint-Pierre-et-Saint-Paul.
- souterrains à la Motte-au-Leu[36].

### Personnalités liées à la commune
- Olivier de Montalent (1890-1913), aviateur né à Roncherolles-en-Bray.